# 18-я ракетная дивизия
18-я гвардейская ракетная Смоленская орденов Суворова и Кутузова дивизия — гвардейская ракетная дивизия (соединение), входившая в состав 5-го отдельного ракетного корпуса Ракетных войск стратегического назначения, дислоцировалась в городе Шадринск Курганской области.

## История
В мае 1960 года в городе Шадринск Курганской области РСФСР, на базе, расположенной в городе, 4-й гвардейской пушечной артиллерийской Смоленской орденов Суворова и Кутузова бригады была сформирована 205-я ракетная бригада (205 рбр).
Первоначально, 205 рбр входила в состав 24-го учебного артиллерийского полигона, а с 10 марта 1961 года в состав 5-го отдельного ракетного корпуса.
На основании директивы Генерального штаба Вооружённых сил Союза ССР, от 17 апреля 1961 года, 205-я ракетная бригада была преобразована в 18-ю ракетную дивизию, которой были переданы почётное наименование и награды 4-й артиллерийской бригады.
По состоянию на 1961 год в состав дивизии входили:
- Управление
- Боевые формирования
  - 703-й ракетный полк, или Войсковая часть (в/ч) 44093. (Шадринск). Командир полка подполковник Беляев Б. Н.
  - 704-й гвардейский ракетный полк, или в/ч 44161. (Шадринск). Командир полка полковник Белый Василий Леонидович.
  - 717-й ракетный полк, или в/ч 44230. (у ж/д станции Лещёво-Замараево). Командир полка полковник Житков Эдуард Фёдорович.
  - 718-й ракетный полк, или в/ч 34114. (Шадринск). Командир полка полковник Яценко Анатолий Фёдорович.
- Формирования обеспечения
  - 1538-я подвижная ремонтно-техническая база
  - Техническая ракетная база
  - Отдельный узел связи
  - Военная школа младших специалистов. Командир капитан Мосеев Леонид Иванович.

С сентября 1962 года в рамках операции «Анадырь» на Кубе размещалась 51-я ракетная дивизия сформированная из частей 43-й ракетной дивизии управление которой дислоцировалось г. Ромны Сумской области Украинской ССР. Командиром новой дивизии назначался Стаценко Игорь Демьянович — командир 43 рд. В целях оперативной маскировки 18-й ракетной дивизии предписывалось занять позиционный район 43-й ракетной дивизии, убывшей на Кубу, 18-я ракетная дивизия при этом расформировывалась. С 8 октября 1962 года в командование 43-й дивизией вступил бывший командир 18 рд — полковник Осипов Валентин Маркович, а 10 октября 1962 года для сохранения боевых традиций управлению 43 рд были переданы почётное наименование и награды расформированного управления 18 рд.
В состав 43 гв.рд были переданы три полка из четырёх, 703 рп остался на старом месте и был переименован в 703-й отдельный ракетный полк.
В 1963 году на месте дислокации 18-й дивизии в Шадринске была сформирована 17-я ракетная бригада.

## Командование[3]
С мая 1960 по октябрь 1962 года командиром войсковой части был полковник В. М. Осипов (с 1963 года — генерал-майор).

## Вооружение

### Основное вооружение
До своего расформирования ракетные полки дивизии боевых ракет не имели и на боевое дежурство не ставились, Личный состав изучал переходную ракету Р-2. В оставшемся в Шадринске 703 орп первая боевая стартовая позиция БСП-11 (56°08′29″ с. ш. 63°50′36″ в. д.) встала на боевое дежурство с ракетами Р-16У (8К64У) шахтного базирования 9 июля 1963 года.